# Харацинові
Харацинові (Characidae) — маленькі тропічні рибки, що входять до ряду харациподібних. Харацинові мають яскраве забарвлення, їх легко тримати в неволі, тому вони популярні серед акваріумістів.

## Опис
Довжина зазвичай 4-8 см, деякі види — до 17 см. Статеве дозрівання: з 1-2 років. Зграєві риби, що проживають на середніх глибинах. Тривалість життя: 3-4 роки.
Родина складається майже з 850 видів, що проживають у Центральній та Південній Америці, а також в Африці. Харацинові споріднені з родиною клиночеревних, лебіасових, а також піраньями і наностомусами.

## Забарвлення
Деякі рибки з родини харацинових мають таке яскраве забарвлення, що люди мимоволі запитують себе: як їм вдається вижити в природі? У червоного неона червоні боки, а по спині від голови до хвоста тягнеться яскраво-блакитна смуга. Неонові рибки живуть у темних водах лісових струмків, куди крізь листя потрапляють лише окремі промені сонця. В світлі променів ці рибки спалахують яскравими барвами, що допомагає особинам одного виду знайти одна одну в напівтемряві. Прикрасою діамантової мюнхаузії є іскристі жовті та зелені лусочки. Риби одного виду дуже чітко відрізняють побратимів від представників інших споріднених видів, попри те, що в них може бути схоже забарвлення. Вода в тропічних річках, де живуть харацинові, забарвлена в зелений колір. Зіпріле листя, падаючи на дно, робить її коричневою, а частинки глини — перетворюють на молочно-білий розчин. Загалом, видимість у таких річках дуже низька. Рибки підтримують контакт завдяки яскравому забарвленню, а життя у зграї є безпечнішим. Так забарвлення дає змогу вижити.

## Поширення
Більшість видів харацинових проживають у річках Центральної і Південної Америки, декілька видів зустрічається в Африці.

## Живлення
Деякі представники родини харацинових є виключно рослиноїдними, проте більшість рибок всеїдна. Харацинові поїдають усе, що є доступним для них за розмірами і є хоч трохи їстівним. Харацинові стихійно збираються в зграї і тримаються серед підводних рослин у застійних водах або водах з повільною течією на середній глибині. Зграя у харацинових проста, без чітко вираженої ієрархії, тому в різних ситуаціях авангардну роль відіграють різні риби. Річки, які течуть через джунглі, багаті на різноманітний корм. Рибки харчуються черв'яками, личинками комах і дорослими комахами, які випадково падають на поверхню води. У період дощів раціон харацинових доповнюється тваринами, що потонули.
Ненажерливість цих рибок — основна проблема, з якою доводиться зустрічатися акваріумістам, оскільки інколи риби з'їдають власних мальків та ікру. Чи канібалізм є характерним явищем для харацинових і у природі, вченим невідомо.

## Розмноження
Під час нересту харацинових у рибок спостерігається загальний емоційний підйом. Самці тернеції кружляють навколо самок з відкритими плавниками, потім пари зигзагоподібними рухами пливуть у водорості. Самки відкладають ікру на листі водних рослин, самці запліднюють її молоками. Багато видів відкладають ікру в спеціальних капсулах, які кріпляться до листя, оскільки мають липку поверхню. Після нересту самка залишає ікру, не дбаючи про подальшу долю свого потомства. Через 2-3 дні, а в окремих видів і раніше, викльовуються мальки. Вони харчуються мікроскопічними тваринами та рослинами, поступово починають пробувати дорослий корм. Деякі види харацинових розмножуються незвичайним способом. Самки виду «капела Арнольда», яких ще називають стрибаючими харацинами, відкладають ікру на нижньому боці листя прибережних рослин, кілька разів вистрибуючи для цього з води. Потім настає черга самця, який запліднює відкладену самкою ікру, але не залишає її, а тримається поряд з кладкою, бризкаючи на неї водою, щоб не припустити висихання ікри. Самець не залишає варту, аж поки не вилупляться всі мальки, які з появою на світ падають просто у воду.

## Підродини та роди

### Підродини
Підродина Agoniatinae
- Agoniates

Підродина Aphyocharacinae
- Aphyocharax
- Inpaichthys
- Leptagoniates
- Paragoniates
- Phenagoniates
- Prionobrama
- Rachoviscus
- Xenagoniates

Підродина Aphyoditeinae
- Aphyocharacidium
- Aphyodite
- Axelrodia
- Leptobrycon
- Microschemobrycon
- Oxybrycon
- Parecbasis
- Tyttobrycon

Підродина Bryconinae
- Brycon
- Chilobrycon
- Henochilus
- Lignobrycon
- Triportheus

Підродина Characinae
- Acanthocharax
- Acestrocephalus
- Bryconexodon
- Charax
- Cynopotamus
- Exodon
- Galeocharax
- Phenacogaster
- Priocharax
- Roeboexodon
- Roeboides

Підродина Cheirodontinae
- Acinocheirodon
- Amazonspinther
- Aphyocheirodon
- Cheirodon
- Cheirodontops
- Chrysobrycon
- Compsura
- Heterocheirodon
- Kolpotocheirodon
- Macropsobrycon
- Nanocheirodon
- Odontostilbe
- Prodontocharax
- Pseudocheirodon
- Saccoderma
- Serrapinnus
- Spintherobolus

Підродина Clupeacharacinae
- Clupeacharax

Підродина Gymnocharacinae
- Coptobrycon
- Grundulus
- Gymnocharacinus
- Nematobrycon

Підродина Heterocharacinae
- Gnathocharax
- Heterocharax
- Hoplocharax
- Lonchogenys

Підродина Iguanodectinae
- Iguanodectes
- Piabucus

Підродина Rhoadsiinae
- Carlana
- Nematocharax
- Parastremma
- Rhoadsia

Підродина Salmininae
- Salminus

Підродина Stethaprioninae
- Brachychalcinus
- Gymnocorymbus
- Orthospinus
- Poptella
- Stethaprion
- Stichonodon

Підродина Stevardiinae
- Acrobrycon
- Argopleura
- Attonitus
- Aulixidens
- Boehlkea
- Bryconacidnus
- Bryconadenos
- Bryconamericus
- Caiapobrycon
- Ceratobranchia
- Corynopoma
- Creagrutus
- Cyanocharax
- Diapoma
- Gephyrocharax
- Glandulocauda
- Hemibrycon
- Hypobrycon
- Hysteronotus
- Iotabrycon
- Knodus
- Landonia
- Lepidocharax
- Lophiobrycon
- Microgenys
- Mimagoniates
- Monotocheirodon
- Nantis
- Odontostoechus
- Othonocheirodus
- Phenacobrycon
- Piabarchus
- Piabina
- Planaltina
- Pseudocorynopoma
- Pterobrycon
- Ptychocharax
- Rhinobrycon
- Rhinopetitia
- Scopaeocharax
- Trochilocharax
- Tyttocharax
- Xenurobrycon

Підродина Tetragonopterinae
- Tetragonopterus

### Роди
- Astyanacinus
- Astyanax
- Atopomesus
- Bario
- Bramocharax
- Brittanichthys
- Bryconella
- Bryconops
- Ceratobranchia
- Chalceus
- Ctenobrycon
- Dectobrycon
- Deuterodon
- Engraulisoma
- Genycharax
- Gymnotichthys
- Hasemania
- Hemigrammus
- Hollandichthys
- Hyphessobrycon
- Jupiaba
- Markiana
- Mixobrycon
- Moenkhausia
- Myxiops
- Oligobrycon
- Oligosarcus
- Paracheirodon
- Parapristella
- Petitella
- Phallobrycon
- Phenagoniates
- Pristella
- Probolodus
- Psellogrammus
- Pseudochalceus
- Salminus
- Schultzites
- Scissor
- Serrabrycon
- Stygichthys
- Thayeria
- Thrissobrycon
- Tucanoichthys